# Mónica Rincón
Pour les articles homonymes, voir Rincón.
Rincón  González est un nom espagnol. Le premier nom de famille, en général paternel, est Rincón ; le second, en général maternel, souvent omis, est González.
Mónica Patricia Rincón González (Concepción, 17 décembre 1975) est une journaliste et présentatrice de télévision chilienne. Elle travaille actuellement pour CNN Chili et Chilevisión ; elle est également chroniqueuse pour le Centre de recherche journalistique CIPER Chili.

## Famille et études
Elle étudie au collège Carmela Romarin de Espinosa des dominicaines de Concepción, duquel elle sort avec une note moyenne de 6,9/7. Elle étudie ensuite le journalisme à l'Université pontificale catholique du Chili, où elle obtient une bourse d'excellence : elle termine meilleure élève de sa promotion. Elle a également un master en Sciences politiques de l'Université Andrés Bello.
Elle a 4 frères et sœurs : Rodrigo est journaliste, Ricardo est un politique et ancien député; Ximena est une politique et ancienne Ministre du Travail et Paulina est psychologue.
Elle accouche de jumeaux en 2011, Vicente et Clara Galdames, mais sa fille décède le 30 novembre 2013 à cause de problèmes cardiaques liés à sa trisomie 21.

## Vie professionnelle
En 1994, elle participe au concours de beauté Miss 17.
En 1998, elle réalise son stage de fin d'études dans le Département de presse de la chaîne Canal 13, puis commence à travailler la même année pour le Département de presse de Televisión Nacional de Chile (TVN). Elle réalise des reportages dans différents pays : la France, le Nicaragua, l'Argentine, le Mexique, entre autres.
En juin 2001 elle présente avec la journaliste Cecilia Serrano, les informations du soir de la chaîne 24 Horas, en remplacement d'Isabel Tolosa.
En mars 2004 elle devient la présentatrice des informations matinales de 24 Horas (avec Mauricio Bustamante et Mónica Pérez jusqu'en 2007) ainsi que du programme 24 Horas informa. L'année suivante, elle présente le programme La cultura entretenida dont elle est également l'éditrice journalistique pendant 3 ans. Pendant cinq ans elle présente le programme 24 Horas al día les week-ends.
À partir du 5 mars 2009, elle est l'un des deux visages de la chaîne de nouvelles de TVN avec Alejandro Guillier. Elle présente le programme matinal La Mañana Informativa avec Gonzalo Ramírez. Elle crée également le programme d'analyses internationales En qué mundo vives.

Elle a également travaillé pour les radios Zero, Bío-Bío (2007) et Amadeus (2009). Elle a couvert la transmission d'événements importants comme la mort d'Augusto Pinochet et celle d'Oussama ben Laden. Elle est la première journaliste de télévision à couvrir le tremblement de terre chilien du 27 février 2010.

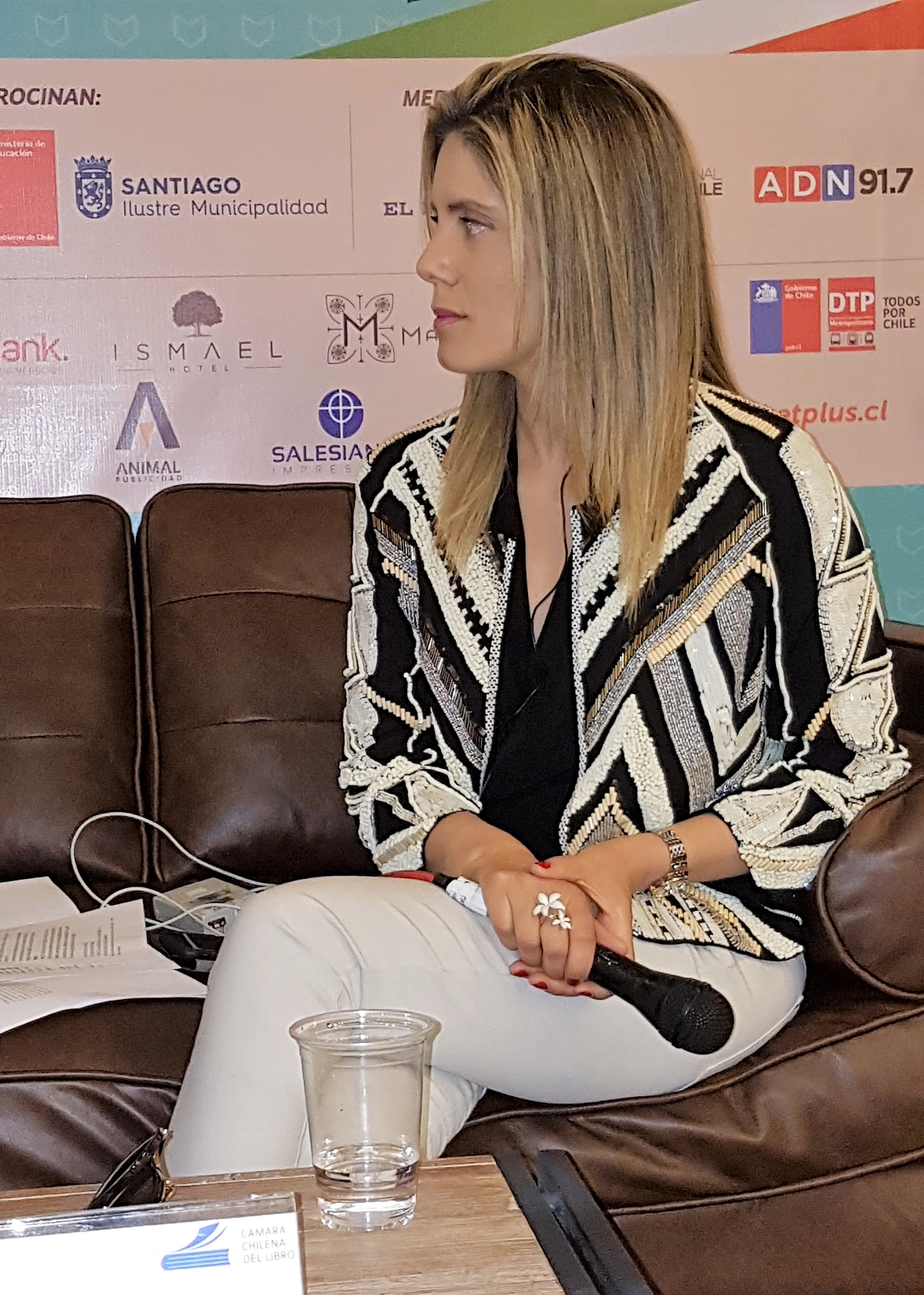
Mónica Rincón à la Foire Internationale du Livre de Santiago (FILSA) 2017

À partir de 2011 elle présente le programme d'analyse politique Estado nacional aux côtés de Juan José Lavín. Le 18 mai 2012, elle quitte TVN et 24 Horas, et commence à présenter les informations pour CNN Chili avec Daniel Matamala. Elle présente le programme d'analyse internationale Cable a Tierra et le premier programme sur le handicap de la télévision chilienne : Conciencia inclusiva.
En 2017, elle est la journaliste représentante de Chilevisión dans le débat présidentiel préalable au deuxième tour présidentiel entre Sebastián Piñera et Alejandro Guillier.
Elle est chroniqueuse du programme d'analyse politique Tolerancia cero et de CIPER Chili.

## Récompenses
- Prix Énergie de Femme, Enel, 2008[9]
- Femme exceptionnelle de Wizo 2017[10]
- Fait partie du classement 2018 des 50 femmes les plus influentes, créé par le journal La Tercera[11]
- Journaliste de l'année 2018, Université Adolfo Ibañez[12]